# リボンをきゅっと
「リボンをきゅっと」は、2012年12月12日にT-Palette Recordsから発売された、lyrical school通算2作目のシングル。

## 解説
2012年8月発売の「そりゃ夏だ! / おいでよ」に続く本作は、T-Palette Recordsからの第2弾シングル。また、グループ結成当初からのメンバーmariko（工藤まり仔）が2013年1月に卒業したため、オリジナル・ラインアップでの最後のリリース作品となった。
タイトル曲は「プチャヘンザ!」から楽曲を手掛けてきたtofubeatsが作詞・作曲含む楽曲プロデュースを担当。コール&レスポンスが随所に盛り込まれたパーティソング。リリックには、目の前の恋に浮き足立つ女の子の恋心を綴った冬の一大アンセムに仕上がっている。後にアルバム『date course』収録に際しては、ami、ayaka、mei、yumiのオリジナル・メンバーのほか、marikoに代わって3月加入のhina、6月卒業のerikaに代わって7月加入のminanを加えたラインアップで新録音された。
カップリングの「Maybe Love」は、作曲をアルバム『CITY』収録曲「決戦はフライデー」「fallin'night」などを手掛けてきたWEEKENDの泉水マサチェリー、作詞を彼と活動初期からリリックを担当してきた岩渕竜也の2人が担当したポップなアイドル・ラップ・ソング。
初回プレス分のみ、特典カード封入。

## 収録曲
1. リボンをきゅっと
music/lyrics: tofubeats
2. Maybe Love
music: 泉水マサチェリー from WEEKEND lyrics: 泉水マサチェリー from WEEKEND/岩渕竜也
3. リボンをきゅっと (inst)
4. Maybe Love (inst)

## クレジット
- recording
- Nu Funk Factory

- recording engineer
- Nu Funk Factory MO-RIKI

- mastering
- Tetsuya Yamasaki

- A&R
- Hisayoshi Sasaki (BOOTROCK Inc.)

- manager
- Tatsuya Iwabuchi
- Kazuyo Hirotani (exceed alpha)

- design / art direction
- masataka yoshida (mza)

- photograph
- Akira KUMAGAI

- hair make
- Moe Mukai

- costumes provided
- The Sun Goes Down
- Leah-K

- producer
- Kim Yasuhiro

- A&R Director
- Katsuhito Mochizuki
- (TOWER RECORDS)

- Assistant Director
- Masafumi Yukita
- (TOWER RECORDS)

- Sales Promotion
- Shinmei Tanaka
- (TOWER RECORDS)

- Public Relations
- Tatsuro Yagawa
- (TOWER RECORDS)

- A&R Producer
- Makoto Murakami
- (TOWER RECORDS)

- Executive Producer
- Ikuo Minewaki
- (TOWER RECORDS)

- special thanks All staffs and All lyrisch HEADS♥